# Stadion Nea Smirni
Stadion Nea Smirni (gr. Στάδιο Νέας Σμύρνης) – wielofunkcyjny stadion w Nea Smirni, w aglomeracji Aten, w Grecji. Został wybudowany w latach 1938–1939. Może pomieścić 11 115 widzów. Swoje spotkania rozgrywają na nim piłkarze klubu Panionios GSS.
Stadion został wybudowany w latach 1938–1939. Obiekt dawniej mógł pomieścić 20 000 widzów, pojemność ta zmalała jednak po instalacji plastikowych krzesełek. Kształt trybun uwarunkowany jest ograniczoną przestrzenią, za północnym łukiem w ogóle ich nie ma, a za łukiem od strony południowej znajduje się wąska, dwupiętrowa trybuna (ze względu na zły stan konstrukcyjny jest ona zresztą wyłączona z użytku).
8 maja 2004 roku na stadionie rozegrany został mecz finałowy piłkarskiego Pucharu Grecji (Panathinaikos – Olympiakos 3:1).